# Jean Pucelle
Jean Pucelle (ur. ?, zm. 1334 w Paryżu lub ur. 1300?, zm. 1355?) – francuski malarz iluminator. Jego uczniem był Jean Le Noir.

## Jean Pucelle w źródłach
Pierwsze wzmianki na temat Pucelle’a pojawiają się w rachunkach z lat 1319-1324, pochodzących z bractwa Saint Jacques-aux-Pèlerins, dla którego artysta zaprojektował pieczęcie instytucji. Jego imię wymienione jest w notach końcowych i na marginesie Brewiarza z Belleville, wykonanego w latach 1323-1326; pierwszy napis wymienia go obok trzech innych malarzy o nazwiskach: Mahiet, Ancelet i J. Chevrier, drugi znajduje się w pierwszym tomie na karcie 33: „MAHIET J. Pucelle a Baillie i XX IIIS Vid”. Notatka informuje o zapłacie 23 sousów i 6 denierów, co świadczy o obecności artysty przy pracach nad brewiarzem, ale nie potwierdza wykonania którejkolwiek z siedemdziesięciu dziewięciu zachowanych miniatur. Mimo to uznaje się, iż brewiarz jest wykonany w stylu Pucelle’a.
W 1327 roku Pucelle został ponownie wymieniony – w Biblii Roberta de Billynga, obok dwóch innych artystów: Anciau de Censa i Jacqueta Maci. Autorstwo iluminacji ostrożnie przypisywane jest Pucelle’owi, który miał wykonać siedemdziesiąt cztery inicjały. Obie prace w dwóch wymienionych rękopisach (Brewiarzu Belleville i Biblii Billynga) mają odmienny charakter, mimo iż powstały w tym samym czasie.
W latach 1325–1328 powstało największe dzieło Pucelle’a: Godzinki Joanny z Évreux. Styl wykonania miniatur w godzinkach odbiega od stylu znanego z dwóch poprzednich manuskryptów. Został on wykonany dla Joanny z Évreux, trzeciej żony króla francuskiego Karola IV Pięknego.
Określenie pucelle oznaczało w języku starofrancuskim pannę, dziewicę (damsel, demoiselle). W Brewiarzu Belleville artysta umieścił swoją prawdopodobną sygnaturę, zakodowaną w formie rebusu. Znakiem Pucelle’a była łątka (ważka), nazywana wówczas owadem dziewicy.

## Charakterystyka stylu
Styl Pucelle’a można zaobserwować w kilku znanych dziełach XIV wiecznych, m.in. wymienia się: Godzinki Joanny z Nawarry (po 1336), Psałterz Bonny Luksemburskiej (1348/1349), Godzinki Jolanty Flandryjskiej (1353), Brewiarz Karola V (1358-1380), Petites Heures du Duc de Berry. Charakteryzował się on delikatnymi postaciami wykonanymi metodą grisaille, akcentowanymi delikatnymi kolorami. Jako pierwszy w malarstwie francuskim wprowadził światłocieniowy modelunek postaci i trójwymiarową konstrukcję przestrzenną wnętrza. Jego styl nawiązywał do mistrzów toskańskiego Trecenta, głównie Duccia, od którego przejął sposób kompozycji obrazu transponując je na język drobnych delikatnych form i giętkich przerafinowanych linii.